# KAI KT-1 Woongbi
KAI KT-1 Woongbi (Hangul: KT-1 웅비) là mẫu máy bay huấn luyện cơ bản có một động cơ tuốc bin cánh quạt của Hàn Quốc. Nó được đồng phát triển bởi KAI và Nha Phát triển Quốc phòng. KT-1 là máy bay nội địa đầu tiên được chế tạo thành công bởi Hàn Quốc.

## Thiết kế và phát triển
Máy bay được phát triển bắt đầu bằng chường trình KTX phục vụ cho Không lực Hàn Quốc vào năm 1988 sử dụng chương trình máy tính CATIA để phát triển hoàn thiện máy bay. Có chín mẫu thử nghiệm được chế tạo vào tháng 1 năm 1991 và chuyến bay đầu tiên của KT-1 diễn ra vào tháng 11 năm 1991 nhằm kiểm tra tính ổn định và chịu mỏi của máy bay. Năm 1995, chương trình được đặt tên chính thức là 'Woongbi'. Năm 1998 chuyến bay thử nghiệm cuối cùng được thực hiện. Năm 1999, một hợp đồng sản xuất tám mươi lăm chiếc máy bay và dự trù thêm hai mươi máy bay nữa được ký giữa Korea Aerospace Industries và Không lực Hàn Quốc. Máy bay KT-1 Woongbi đầu tiên được bàn giao cho Không lực Hàn Quốc vào năm 2000 và tổng số tám mươi lăm máy bay được bàn giao hết vào năm 2002.
KT-1 có thể được trang bị tính năng analog hoặc buồng lái màn hình hiển thị. Cả hai kiểu đều được Không lực Hàn Quốc sử dụng. Vẻ ngoài của KT-1 gần giống với Pilatus PC-9.

## Lịch sử hoạt động

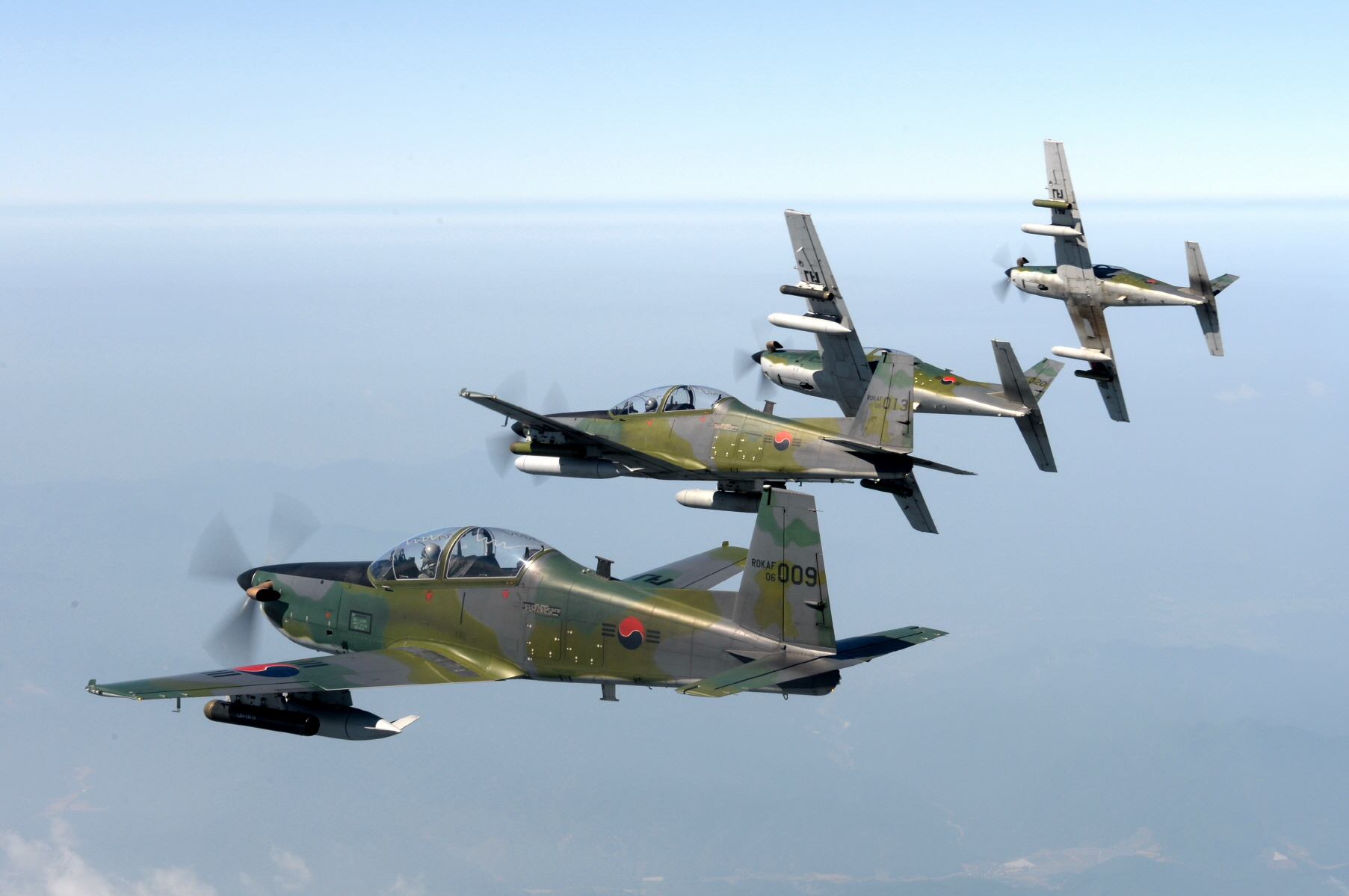
ROKAF 8th Fighter Wing KA-1

Tháng 4 năm 2003, KAI đã xuất khẩu bảy máy bay và các phụ kiện thay thế cho Indonesia trong một hợp đồng trị giá 60 triệu đôla Mỹ, và thêm năm máy bay nữa vào tháng 5 năm 2005. Trong một buổi họp báo diễn ra ở Sacheon, Hàn Quốc và ngày 8 tháng 3 năm 2006, KAI thông báo sẽ xuất khẩu thêm 150 phiên bản cải tiến của KT-1 đến vài quốc gia khác nhau ở Trung Phi và Đông Nam Á. Phiên bản xuất khẩu cải tiến của KT-1 có tên là KT-1C.
Đến tháng 6 năm 2007, Hàn Quốc và Thổ Nhĩ Kỳ đã đàm phán thành công xuất khẩu 40 máy bay (+15) KT-1, cũng như công nghệ giáp module của xe tăng K2 Black Panther cho mẫu MBT nội địa tương lai của Thổ Nhĩ Kỳ, trị giá của hợp đồng là 500,000,000,000 Lira Thổ Nhĩ Kỳ (xấp xỉ 540,000,000 đôla Mỹ).
Ngày 6 tháng 11 năm 2012, KAI và Không lực Peru ký một bản hợp đồng 20 KT-1Ps (mười mẫu KT và mười biến thể KA) bao gồm một số chuyển giao công nghệ với tổng trị giá gần 208 triệu đôla Mỹ. KAI đã bàn giao bốn máy bay đầu tiên vào năm 2014 và số còn lại sẽ được lắp ráp tại SEMAN (Bộ phận bảo trì sửa chữa máy bay của Không lực Peru).
Ngày 15 tháng 3 năm 2015, Đội Thao diễn Jupiter của Indonesia, vốn sử dụng máy bay KAI KT-1, đã bị một vụ va chạm trên không nghiêm trọng tại Triển lãm Hàng hải và Hàng không quốc tế Langkawi của Malaysia. Các báo cáo ban đầu cho thấy cả bốn phi công đều sống sót sau va chạm.

## Biến thể

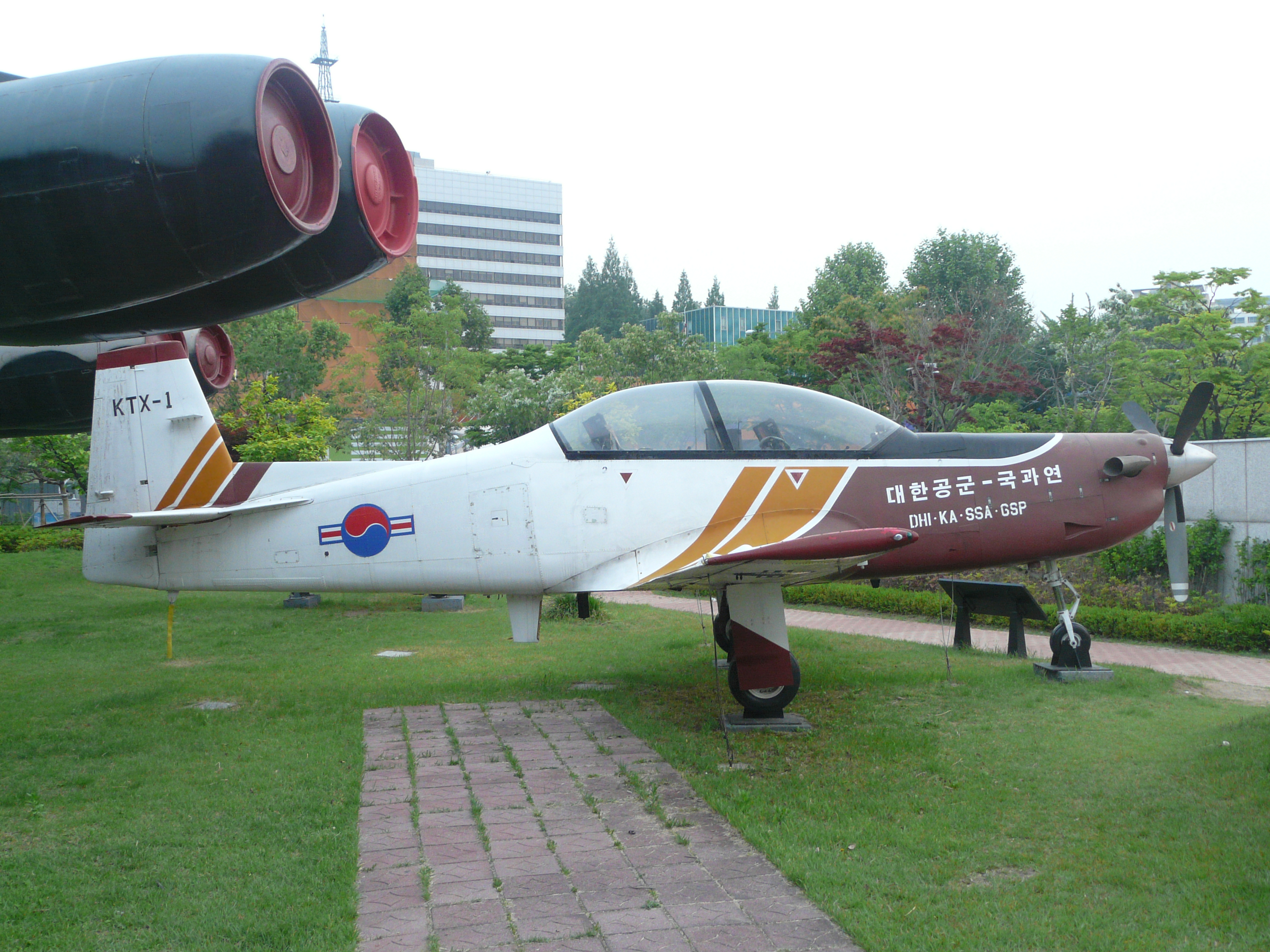
KTX-1 Yeo-Myung là mẫu thử nghiệm đầu tiên của KAI.

KTX-1 Yeo-myung
Mẫu thử nghiệm đầu tiên được sử dụng động cơ khác những mẫu sau này, có tổng cộng sáu chiếc được chế tạo. KTX-1 bắt đầu chế tạo vào năm 1988, và mẫu đầu tiên bay vào năm 1991. Hai mẫu đầu tiên sử dụng động cơ tuốc bin cánh quạt 550 sức ngựa Pratt & Whitney Canada PT6A-25A.
KT-1
KT-1 là máy bay huấn luyện cơ bản của ROKAF. KT-1 có kích thước lớn, khối lượng nằng và bề mặt cánh đuôi được tái sắp xếp, sử dụng động cơ có sức mạnh hơn P&W Canada PT6A-62.(950-sức ngựa)

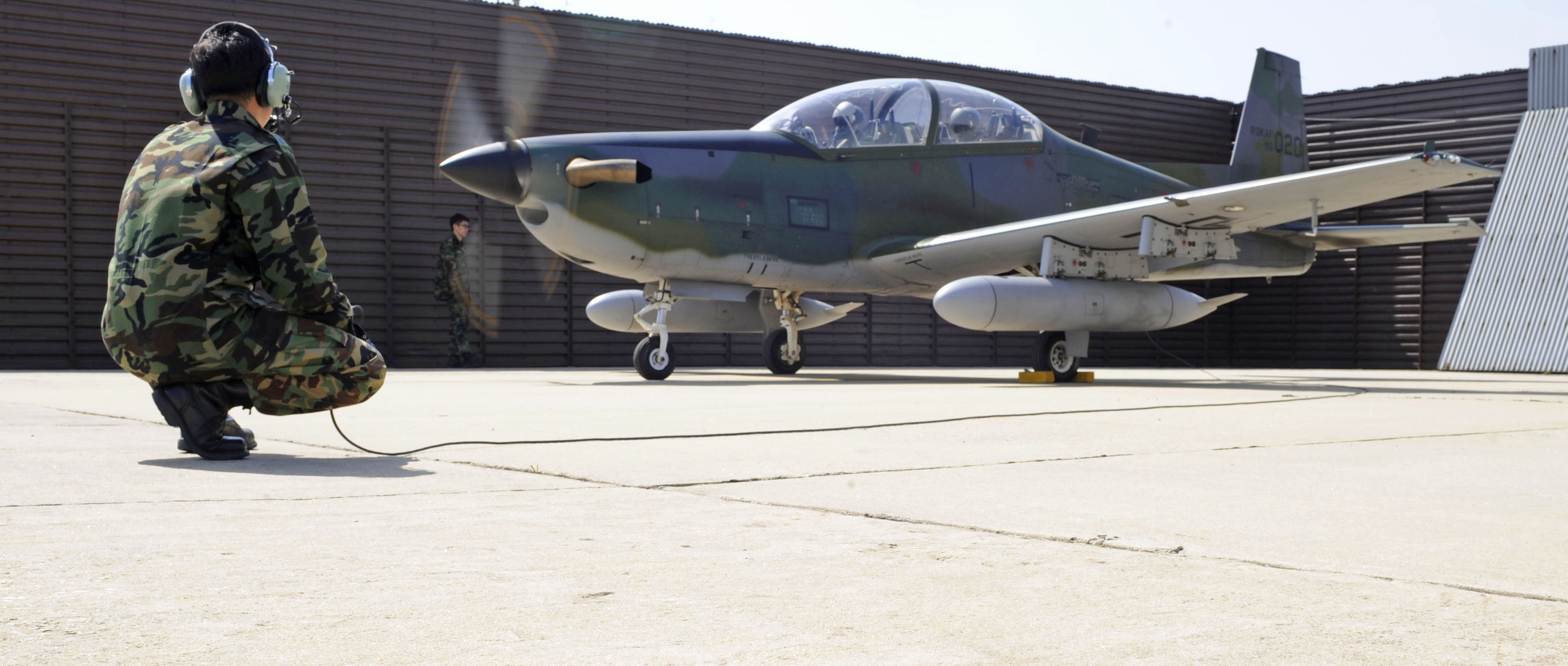
KA-1 tại Căn cứ Không lực Osan, 2010.

KA-1
Một phiên bản được trang bị vũ khí với khả năng tấn công hạng nhẹ và điều khiển không gian phía trước. Một vài tính năng mới duy nhất cho dòng KA-1 bản điều khiển trong suốt và bản điều khiển thẳng đứng, tấm MFD và năm giá, hai giá nằm dưới mỗi cánh và một giá nằm dưới thùng nhiên liệu. Những giá này có thể được gắn giàn tên lửa, súng máy hay tên lửa AIM-9 Sidewinder.
KT-1B
Biến thể xuất khẩu cho Indonesia.
KT-1C
phiên bản cải tiến được trang bị vũ khí và cảm biến trung tâm có chức năng quan sát hồng ngoại phía trước. KT-1C có thể được trang bị với súng máy 12.7,  chaffes, flares, têl lửa huấn luyện, rockets và bomb ngu.
KT-1T
Biến thể xuất khẩu cho Thổ Nhĩ Kỳ.
KT-1P
Biến thể xuất khẩu cho Peru.
KA-1P
Biến thể xuất khẩu được trang bị vũ khí cho Peru.

## Quốc gia sử dụng
Indonesia

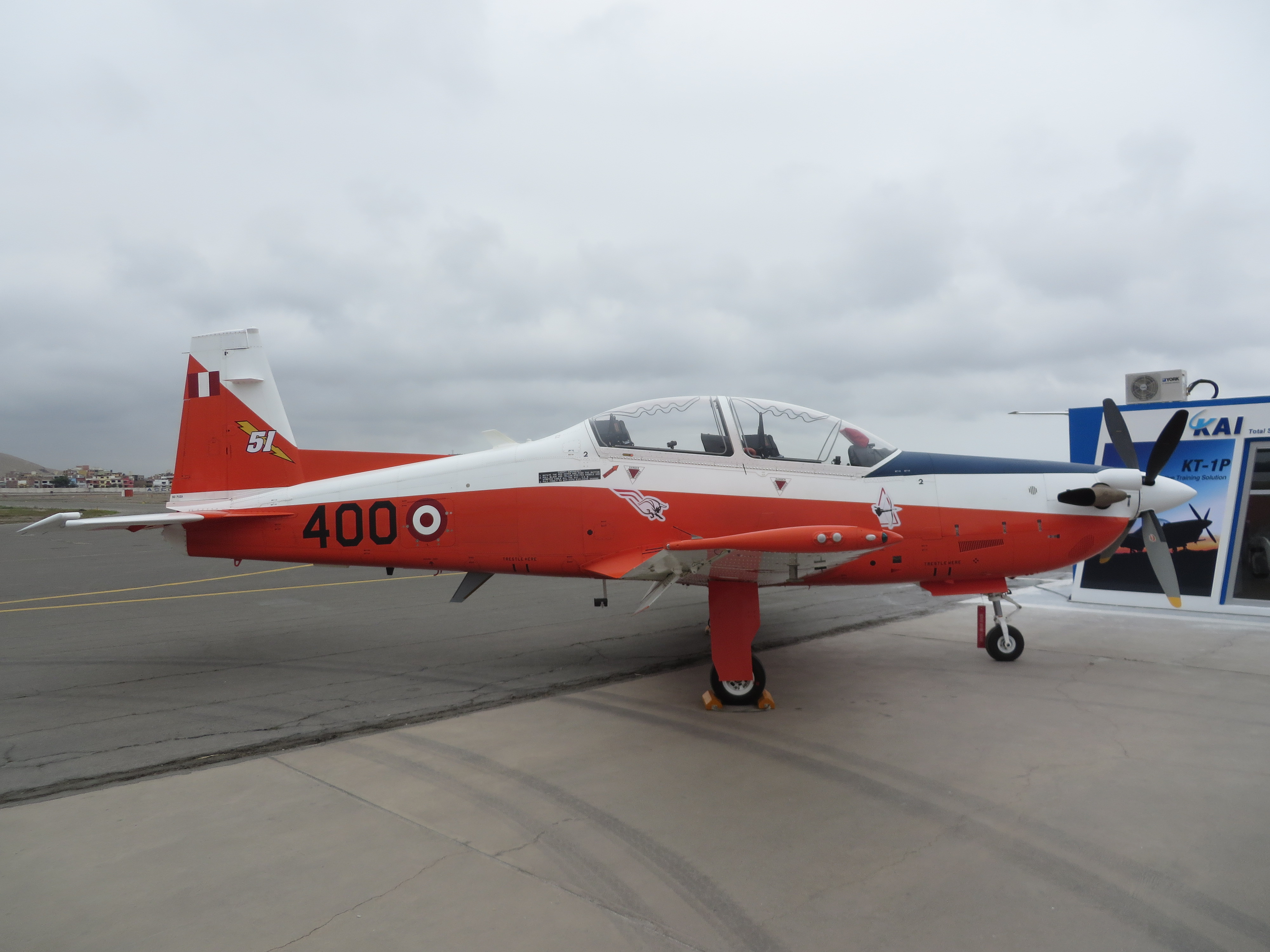
Không lực Peru KAI KT-1P Torito

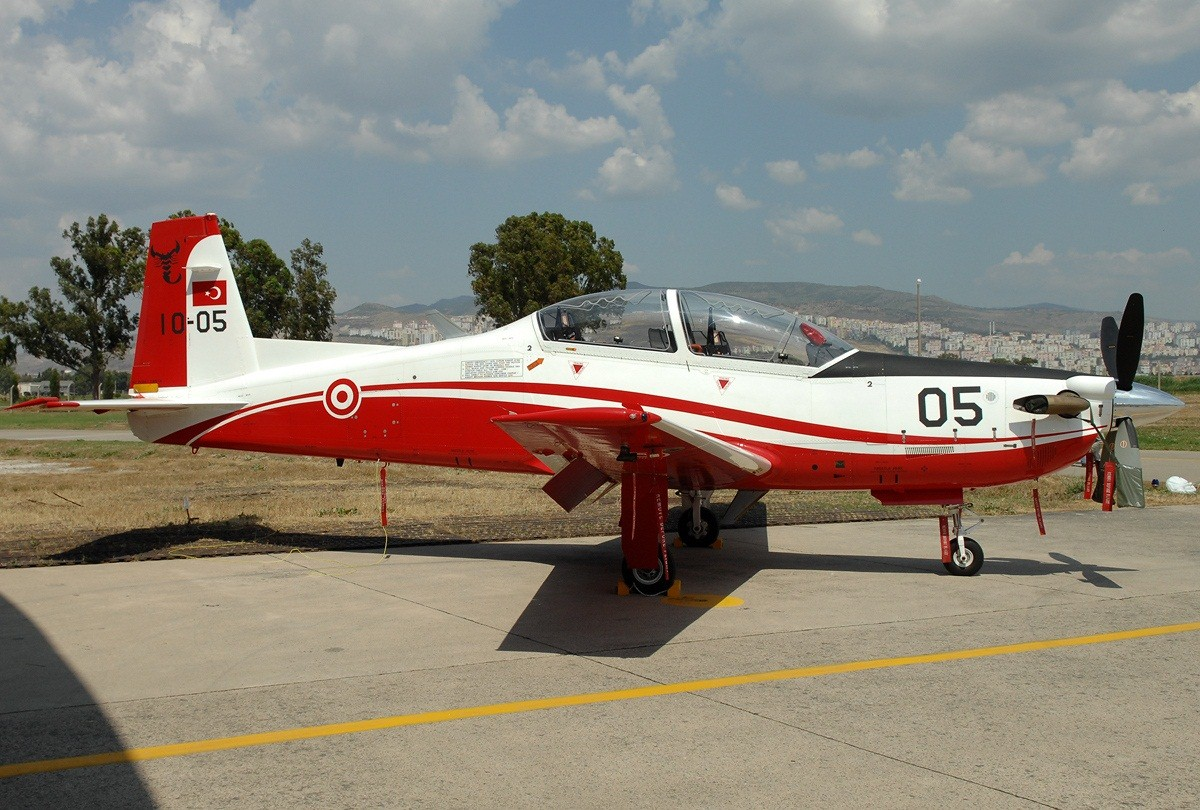
Turkish Air Force KAI KT-1 Woongbi

- Không lực Indonesia nhận 17 KT-1B. Một chiếc KT-1B bị mất khi huấn luyện vào ngày 24 tháng 6 năm 2010 [6] Ngày 15 tháng 3 năm 2015, hai chiếc KT-1B va chạm trên không ở Malaysia khi đang luyện tập cho Triển lãm Hàng hải và Hàng không Langkawi, bốn phi công đã thoát ra an toàn.[7]

 Hàn Quốc
- Không lực Hàn Quốc nhận 85 KT-1 và 20 KA-1

 Perú
- Không lực Peru đã nhận tổng cộng 20 máy bay (10 KT-1P và 10 KA-1P).[8][9] Những máy bay này đang hoạt động tại Escuadrón Aéreo 512, đóng tại Pisco. Không lực Peru quyết định đặt tên cho KT-1P bằng biệt danh Torito (con bò nhỏ) nhằm vinh danh chiếc máy bay được sử dụng bởi anh hùng Không lực Peru Jose Quiñones Gonzales là máy bay North American NA-50.

 Sénégal
- Không lực Senegal - bốn chiếc đang đặt hàng.[10]

 Thổ Nhĩ Kỳ
- Không lực Thổ Nhĩ Kỳ 40 KT-1T[11]